# Peter Gotti
Peter Arthur Gotti, conosciuto anche come "Petey Boy" e "One Eye" (New York, 15 ottobre 1939 – Butner, 25 febbraio 2021), è stato un mafioso statunitense di origine italiana, legato alla cosiddetta "Cosa nostra statunitense" e ritenuto essere stato uno dei boss della famiglia Gambino.

## Biografia
Nato nel Bronx da John Joseph Gotti Sr. e Philomena "Fannie" DeCarlo e cresciuto a Brooklyn, nel quartiere di East New York, assieme ai suoi 9 tra fratelli e sorelle, tra cui figuravano gli altri futuri mafiosi John J., Gene, Richard V. e Vincent, Peter Gotti iniziò a lavorare per la famiglia Gambino nel 1960, a ventun anni di età. Lo stesso anno sposò anche Catherine, da cui ebbe il figlio Peter Jr.
Soprannominato "One Eye" a causa della cecità provocatagli da un glaucoma all'occhio sinistro, nel 1988, Peter Gotti fu nominato uomo d'onore dalla famiglia Gambino e ricevette dal fratello John J., nel frattempo divenuto boss dell'organizzazione, l'incarico di gestore del Bergin Hunt and Fish Club - noto ritrovo dei Gambino situato nel quartiere di Ozone Park, nel Queens - nonché di autista suo e del fratello Gene. Poco più di un anno dopo, l'uomo fu nominato caporegime, tuttavia lo stesso John Gotti ammise di non ritenere che Peter avesse le capacità per essere un giorno il boss di una famiglia, ragion per cui Peter si guadagnò la reputazione di "the Dumbest Don", ossia "il Don stupido".
Ufficialmente Gotti figurava come operatore presso il New York City Department of Sanitation, proprio come suo padre un tempo, lavoro da cui andò in pensione in seguito a un infortunio rimediato battendo la testa contro il retro di un camion per la raccolta della spazzatura.

### La presa del potere
Nell'aprile 1992, John J. Gotti, il già citato fratello di Peter, fu condannato all'ergastolo per tutta una serie di reati, inclusi complicità in omicidio ed estorsione, affermando però la propria volontà di voler mantenere il grado di boss della famiglia Gambino fino alla morte o fino a una sua ufficiale dichiarazione di ritiro a vita privata ed eleggendo quindi suo figlio John Angelo e suo fratello Peter a propri portavoce e reggenti. Secondo le forze dell'ordine, quando anche il nipote John Angelo fu incarcerato nel 1999, Peter Gotti divenne l'unico capo effettivo dell'organizzazione, ricevendo l'ufficializzazione della propria carica poco prima della morte del fratello, avvenuta nel giugno del 2002.

## Condanna e incarcerazione
Proprio nel giugno 2002, pochi giorni prima della morte del fratello John, Peter fu incriminato per racket ed estorsione. Il 17 marzo 2003, l'uomo fu quindi dichiarato colpevole di estorsione, riciclaggio di denaro sporco e attività di racket messe in atto soprattutto nelle zone del lungomare di Brooklyn e di Staten Island, nonché per un tentativo di estorsione ai danni dell'attore Steven Seagal, e, il 15 aprile 2004, fu condannato a nove anni e quattro mesi di prigione dalla corte distrettuale del distretto orientale dello Stato di New York. Nel corso del processo, gli avvocati di Peter Gotti tentarono di dimostrare l'estraneità ai fatti del loro assistito asserendo che egli soffrisse, oltre che della nota cecità di un occhio, anche di enfisema, artrite reumatoide, sindrome postcommozionale, ingrossamento della tiroide e depressione clinica. Peraltro, durante lo stesso processo venne anche rivelata l'esistenza di una relazione extraconiugale tra Peter Gotti e Marjorie Alexander, che morirà poi suicida nel 2004, la quale ammise pubblicamente l'amore per l'uomo il quale però, di contro, la denunciò per diffamazione, non riuscendo comunque a evitare che la moglie Catherine intraprendesse una causa di divorzio.
Il 22 dicembre 2004, in seguito a un altro processo relativo ad accuse di estorsioni perpetrate nel settore edile e alla complicità nell'omicidio di Sammy Gravano, già viceboss dei Gambino nonché informatore dell'FBI, Gotti fu dichiarato colpevole delle accuse a lui ascritte e, il 27 luglio 2005, fu condannato a 25 anni di prigione da scontare nell'istituto penale federale di Butner, nella Carolina del Nord.
Nel luglio e nel dicembre del 2019, Gotti, che nel luglio 2011 era stato sostituito al vertice della famiglia Gambino da Domenico Cefalù, ai sensi del First Step Act fece richiesta di rilascio per motivi di salute, tuttavia la libertà gli fu negata in entrambi i casi: prima nel settembre 2019 e poi nel gennaio 2020.
Peter Gotti morì infine il 25 febbraio 2021, a 81 anni di età, nel complesso ospedaliero federale di Butner.